# شاهرخ
شاهرخ میرزا (۸۵۰ – ۷۷۹ ه‍.ق/۱۴۴۷–۱۳۷۷ م) نام چهارمین پسر تیمور گورکانی (۸۰۷ – ۷۷۱ ه‍.ق/۱۴۰۵–۱۳۷۰ م) و یکی از جانشینان او و از بزرگ‌ترین پادشاهان تیموری است. شاهرخ میرزا هنرپرور و ادب‌دوست بود و به علم و هنر  علاقه بسیار داشت. شورش‌های جدایی طلبانه را فرونشاند و بر آبادانی خراسان‌ همت گمارد. او پایتخت خود را از سمرقند به شهر هرات منتقل کرد و آن شهر را مرکز هنرمندان و دانشمندان ساخت. سبک هنری یا مکتب هرات تحت حمایت او و پسرش بایسنقر شکل گرفت.
همسر او گوهرشاد بیگم نیز بناها، مساجد و مدارس بسیاری بنا کرد که مسجد گوهرشاد مشهد و مسجد جامع هرات از آن جمله است.
پس از مرگ تیمور حاکمانی که از ترس حاضر به اطاعت او شده بودند هر کدام علم استقلال برافراشتند. هریک از فرزندان تیمور نیز در گوشه‌ای حکومتی تشکیل دادند. سرانجام شاهرخ با غلبه بر رقبا به‌عنوان جانشین پدر حکومت را در دست گرفت. او برخلاف پدرش مردی آرامش‌طلب بود و به عمران و آبادانی علاقهٔ بسیار داشت. این وضع در زمان جانشینان او نیز کم و بیش ادامه یافت. پس از او پسرش الغ‌بیگ (۸۵۰ – ۸۵۳ ه‍.ق/۱۴۴۷–۱۴۴۹ م)
حکمران امپراتوری تیموری شد.
شاهرخ هم در عالم سیاست و هم مردم‌داری و هنر بسیار خوش درخشید. در سن بیست سالگی یعنی در سال ۷۹۹ ه‍. ق حکمران مستقل خراسان گشت و سکه به‌نام خویش زد و در سن ۳۸ سالگی یعنی سال مرگ تیمور در ۸۰۷ ه‍.ق پادشاهی مستقل بود و در سال‌های ۸۰۹ ه‍.ق مازندران، ۸۱۱ ه‍.ق ماوراءالنهر، ۸۱۷ ه‍.ق فارس، ۸۱۹ ه‍.ق کرمان و در ۸۲۳ ه‍.ق آذربایجان را تصرف کرد و در اواخر سال ۸۲۳ ه‍.ق او را با اسکندر پسر قرایوسف حاکم سابق آذربایجان جنگی دست داد که منجر به فرار اسکندر گشت.
شاهرخ میرزا در سال ۸۳۰ ه‍.ق به‌وسیلهٔ احمد لر در مسجد جامع هرات به وسیلهٔ کارد مورد سوءقصد قرار گرفت ولی از مرگ نجات یافت. در سال ۸۳۲ ه‍.ق دوباره اسکندر به عراق و آذربایجان تجاوز کرد و شاهرخ در صحرای سلماس به جنگ او شتافت و اسکندر نیز بار دیگر فرار کرد.
شاهرخ میرزا ۴۳ سال سلطنت کرد و ۶۹ سال عمر نمود و در تاریخ ۸۵۰ ه‍.ق در شهر ری درگذشت. وی در زمان سلطنت‌اش برای بازسازی خرابی‌ها که پدرش کرده بود کوشش کرد. دیوارهای هرات و مرو را ساخت و به‌آبادی شهرها همت گماشت. شاهرخ پادشاهی بود نیکوکار و اصحاب علم و دانش را گرامی می‌داشت و صنعت‌گران را مورد توجه قرار می‌داد و در زمان وی علم و صنعت رواج یافت. موسیقی‌دان معروف عبدالقادر مراغه‌ای و آوازخوان‌های مشهور یوسف اندکانی، قوام‌الدین معمار و مولانا خلیل نقاش از هنرمندان آن دوره بودند.

## مدعیان تاج و تخت تیمور
تیمور پس از ۳۶ سال سلطنت و بر جا گذاشتن قلمروی گسترده، در ۸۰۷ ه‍.ق در اُترار درگذشت. از وی ۳۱ پسر، نوه، نتیجه و نبیره باقی‌ماند از پسرانش، عمر شیخ و غیاث‌الدین جهانگیر در زمان حیات تیمور درگذشتند و میرانشاه و شاهرخ نیز چون مورد توجه پدر نبودند، به جانشینی انتخاب نشدند و تیمور، پیرمحمد جهانگیر را که در آن زمان والی کابل بود، به جانشینی خود برگزید. در این میان برای تصاحب تاج و تخت تیمور و خزائن فراوانی که از اطراف جهان در سمرقند جمع کرده بود نزاعی سخت و طولانی به راه افتاد.
میرانشاه و پسرش ابابکر در دیار بکر و عراق عرب حکومت داشتند. عمر، پسر دیگر میرانشاه، حاکم آذربایجان و عراق عجم بود. پیرمحمد و رستم و اسکندر (پسران عمرشیخ)، به ترتیب فارس، اصفهان و همدان را تحت فرمان داشتند. هریک از آنان می‌کوشیدند تا با کمک امیران و لشکریان، هر چه زودتر سمرقند، تختگاه تیمور را فتح کنند.
پیرمحمد که بنا به وصیت تیمور باید جانشین او می‌شد در قندهار بود و نتوانست به‌موقع به سمرقند برسد. برخی از امیران تیمور، به بهانهٔ عملی کردن نقشهٔ لشکرکشی تیمور به چین، خلیل سلطان پسر میرانشاه را که در تاشکند بود، بر تخت نشاندند. اما خلیل سلطان با مخالفت سایر امیرانِ قدرتمند تیمور و دیگر مدعیان حکومت روبرو شد. نخستین فرد از خاندان تیمور که مخالفت جدّی خود را با او آشکار کرد، سلطان حسین، نبیرهٔ دختری تیمور، والی ماورای سیحون بود اما نتوانست حمایت لشکریان را جلب کند و ناگزیر به شاهرخ پیوست و سپس در هرات به دستور او به قتل رسید.

## پیروزی شاهرخ بر رقیبان

مینیاتوری از مجی التواریخ از حافظ حبیب. داستان هوشنگ

شاهرخ در هرات خود را وارث تخت پدر نامید و به سبب اقتدار و کفایتش توانست تا اندازه‌ای بر دیگر مدعیان چیره شود. پیرمحمد در شیراز، بر خلاف برادرانش، حمایتش را از شاهرخ که ناپدری‌اش نیز بود، اعلام کرد.
در همین زمان، درگیری و کشمکش میان مدعیان حکومت، یعنی پسران عمرشیخ (رستم، اسکندر، پیرمحمد و بایقَرا) و پسران میرانشاه (عمر و ابابکر و خلیل سلطان) آغاز شد. شاهرخ با اینکه بسیاری از امیران، همچون امیرشاه ملک و حاکمان محلی، از او حمایت می‌کردند، از درگیری مستقیم با افراد خاندانش اجتناب کرد و به سروسامان دادن هرات مشغول شد.
از طرفی در تبریز و اصفهان و شیراز و کرمان و سبزوار، به سبب بی‌کفایتی خلیل سلطان و درگیری مدعیان جانشینی، آشوب شده بود. خلیل سلطان پس از چهار سال حکومت در سمرقند که در طی آن به دلیل اینکه عاشق رقاصه ای با نام شاد ملک شد به عیش و نوش تمایل یافت و از رسیدگی به تحرکات رقبایش غافل گشت و باعث از بین بردن خزاین تیمور شد، در آخر هم گرفتار خدایداد حسینی، والی ماورای سیردریا، گشت. شاهرخ در ۸۱۱ ه‍.ق به ماوراءالنهر لشکر کشید، خدایداد را کشت و خلیل سلطان را پس از رهایی به ری فرستاد و سمرقند را به اُلُغ‌بیگ داد.

## حکومت شاهرخ

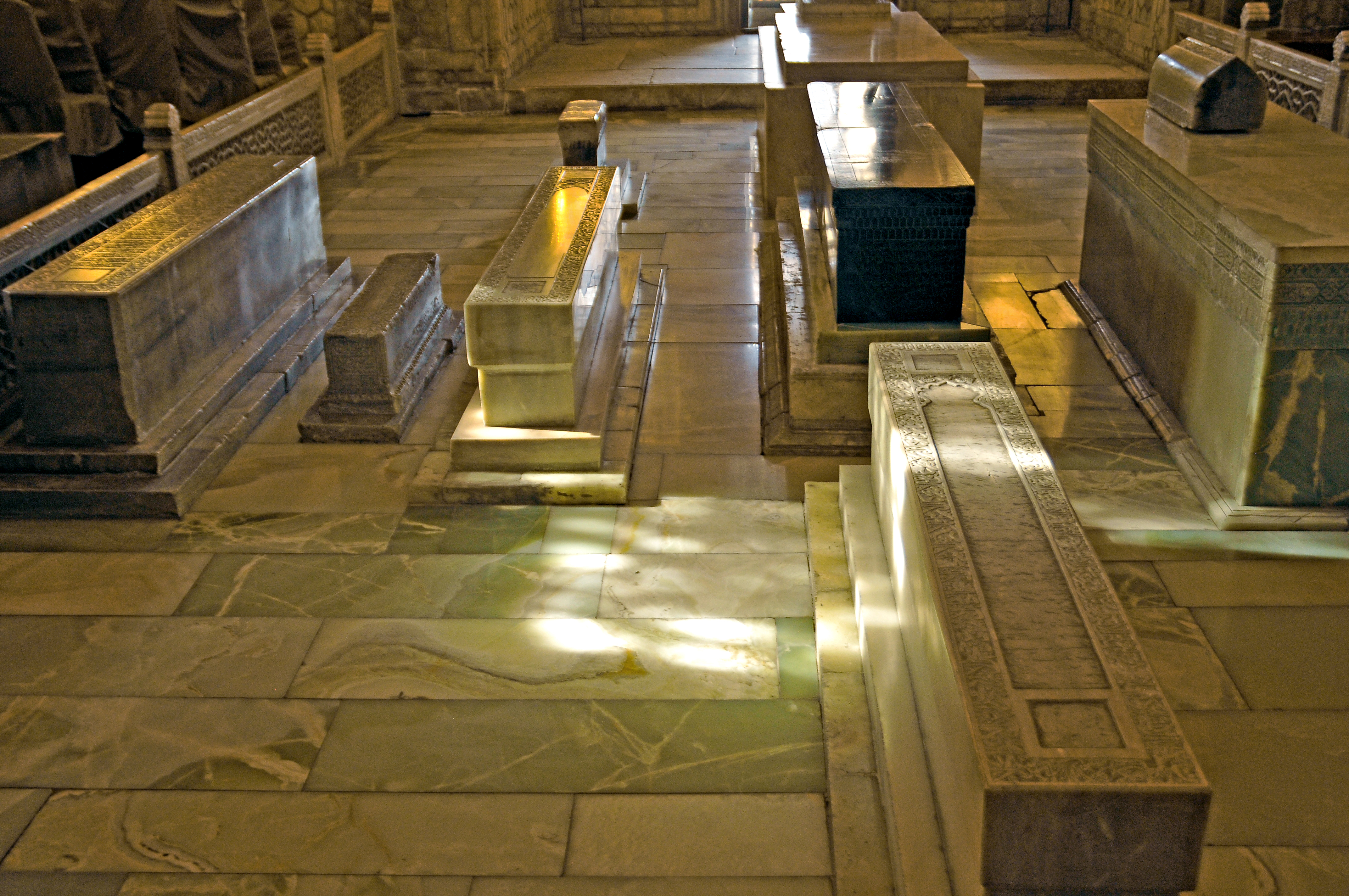
آرامگاه شاهرخ (سومین گور از سمت چپ) در گور امیر، سمرقند

طی پانزده سال بعد از درگذشت تیمور، به‌تدریج قدرت شاهرخ در خارج از مرزهای خراسان فزونی یافت. وی پس از گرفتن مازندران در ۸۰۹ ه‍.ق و ماوراءالنهر و مغولستان در ۸۱۱ ه‍. ق، بر بلخ و تخارستان در ۸۱۲ ه‍.ق و بر خوارزم در ۸۱۵ ه‍.ق چیره شد، در ۸۱۷ ه‍.ق عراق عجم و فارس را از اسکندر گرفت و همانند پدرش حکومت این نواحی را میان پسران و نوه‌هایش تقسیم کرد. در این مدت بسیاری از مدعیان حکومت از بین رفتند. عمر در ۸۰۹ ه‍.ق به دست برادرش ابابکر کشته شد و ابابکر را ایدکو (والی کرمان) کشت، میرانشاه در ۸۱۰ ه‍.ق به دست قرا یوسف و پیرمحمد جهانگیر در ۸۱۱ ه‍.ق به‌دست وزیرش پیرعلی تاز به‌قتل رسیدند، خلیل‌سلطان هم در ۸۱۴ ه‍.ق به مرگ طبیعی درگذشت.

## سیاست صلح‌جویانه
معین الدین شاهرخ مانند پدرش تیمور، فردی شجاع و جنگنده، اما بر خلاف او سلیم و صلح‌جو بود. او با وجود صلح طلبی و مخالفت با خونریزی‌های بیهوده، در دفع سرکشان قاطع و جدی عمل می‌کرد. هر چند برای توسعه قلمرو خود جز در مواردی متعدد به ندرت دست به لشکرکشی زد، در حفظ و تسخیر آنچه آن را میراث پدر تلقی می‌کرد، خودداری نداشت. در دفع مخالفان همواره پیروز بود. اما مادامی که کار با صلح و دوستی پیش می‌رفت هرگز دست به جنگ نمی‌زد به‌طوری‌که از سلاح تدبیر بیش از توسل به شمشیر استفاده می‌کرد. فقط در واقعه سوءقصد احمد لُر، یک تن از متعصبان حروفیه، که در هرات او را با کارد زخمی‌کرد در ۸۳۰ ه‍.ق/ ۱۴۲۷م آن هم بدان سبب که احتمال توطئه‌ای در بین بود و گمان می‌رفت که ترکمانان قراقویونلو که شیعه بودند، در آن سوءقصد دست دارند، خشونت نشان داد. پس از این ماجرا امرای شاهرخ از این فرصت استفاده کردند و به سرکوب حروفیان و مخالفان پرداختند. خواجه عضدالدین (نوه دختری مؤسس فرقه حروفیه) و بسیاری از نزدیکان او را کشتند و سوزاندند. سپس میر مخدوم نیشابوری، از عرفای مشهور خراسان را نیز به قتل رساندند. خوشنویس برجسته دربار شاهرخ به دوستی با احمد لر متهم شد و به زندان افتاد. حتی قاسم انوار را به جرم آن‌که دیوانش در حجرهٔ احمد لُر پیدا شده بود به سمرقند تبعید کردند.
همچنین در طغیان نواده خود میرزا محمد، پسر بایسنقر هم که ظاهراً در اصفهان به تحریک برخی از عناصر ناراضی یا ماجراجو، ضد وی قیام کرد، مجازات محرکان را ضروری یافت و به قتل تعدادی از آن جماعت که از دین‌داران عصر نیز محسوب می‌شدند، فرمان داد.
او در ۸۳۰ ه‍.ق / ۱۴۲۷م در اوایل سلطنتش بیشتر کارها را به پسرش غیاث الدین بایسنقر واگذار کرد. اما علاقه بایسنقر به شعر و هنر و نیز اعتیادش به شراب‌خواری که عاقبت موجب مرگ زود هنگام او نیز شد، وی را به تدریج از چشم پدر انداخت.
نسبت به بعضی از مشایخ صوفیه، و خصوصاً کسانی که گرایش‌های شیعی داشتند، نیز نفرت یا سوءظن نشان می‌داد. اما این طرز تلقی که از جمله نسبت به سید محمد نوربخش، سید قاسم انوار و صائن الدین ترکه با خشونت بیشتری همراه شد. این خشونت و برخورد قاطع نیز از احتمال ارتباط آن‌ها با ترکمانان آذربایجان - طوایف قراقویونلو که منسوب به تشیع بودند - ناشی می‌شد.

## رابطه با سایر دولت‌ها
شاهرخ توانست از سرزمین‌های از هم گسیخته، قلمرو تقریباً یکپارچه‌ای فراهم سازد و با همسایگان و رقیبانش روابط دوستانه‌ای برقرار کند. چنان‌که سفیرانی از چین، هند، شروان و دشت قپچاق به دربار او آمد و شد داشتند
شاهرخ در ایجاد رابطه‌ای درست با کشورهای اطراف نیز اهتمام بسیار ورزید که این امر نیز خود موجب گسترش تجارت، ایجاد آسایش و فراغت بیشتر برای عموم مردم شد. او حتی با فرمانروایان هند که پدرش تیمور قلمرو آن‌ها را غارت و رعایای ایشان را قتل‌عام کرده بود، رابطه دوستی برقرار کرد و از طریق ارسال هدایا و سفرا از آن‌ها دلجویی نمود. در مورد چین نیز که پدرش تا واپسین لحظات حیات از فکر تسخیر و غارت آن جا بازنماند، راه دوستی پیش گرفت. به‌طوری‌که با مبادله سفیر و تبادل هدایا، در ایجاد روابط بازرگانی با آن سرزمین بسیار تلاش کرد. با این وجود شاهرخ هیچ‌گاه نتوانست قدرت تیموریان را در خارج از مرزهای ایران و ماوراءالنهر تثبیت کند. شاهرخ با وجود کامیابی‌هایش در سامان دادن به امور داخلی و از بین بردن رقیبان، پس از قدرت گرفتن ترکمانان قراقوینلو در آذربایجان، نتوانست اقتدار خویش را در آنجا حفظ کند. با مرگ قرا یوسف در ۸۲۳ ه‍. ق، شاهرخ حدود یک سال تبریز را در اختیار داشت و سه بار نیز به آذربایجان لشکر کشید که آخرین بار در ۸۳۹ ه‍.ق بود ولی با وجود این پیروزی‌ها، نتوانست آن‌جا را زیر فرمان کامل خود درآورد و چون از بیم پسران قرایوسف، کسی حکومت آذربایجان را نمی‌پذیرفت، شاهرخ مجبور شد فقط به ذکر نامش در خطبه‌هایی که در آذربایجان خوانده می‌شد، اکتفا کند.

## اقدامات عمرانی
از آنجایی که شاهرخ شاهد نتایج نامطلوب یورش‌های خونین و طوفانی امیر تیمور بود، خود را در ترمیم خرابی‌های ناشی از تاخت و تازهای پدر موظف می‌دید و از این که با تهاجم‌های تازه و مجدد، خرابی‌های جدیدی در اطراف قلمرو خود به‌وجود آید به‌طور جدی پرهیز می‌کرد. در اغلب موارد، شاهرخ تا جایی که ممکن بود از خشونت پرهیز می‌کرد چنان‌که این همه پرهیز از خشونت، از فرزند کسی مانند تیمور بسیار عجیب می‌نمود. از طرفی سلطنت آرام و صلح‌طلبانه او برای رعایایش که در طول مدت حیات تیمور، عمری را در دغدغه دایم و ناامنی مستمر نسبت به‌جان و مال خویش سپری کرده بودند، دوران التیام جراحات قلبی بود.
تحت تأثیر همین طرز تفکر بود که او شهر مرو را که از دوران حمله مغول به ایران ویران و بی‌آب مانده بود، آباد کرد و آب رود مرغاب را که مرو مدت‌ها از برکت وجود آن محروم مانده بود در جوی‌های این شهر دوباره جاری ساخت.

## رابطه با دین
بر خلاف تیمور که از دین تنها ملاقات با صوفیان را می‌شناخت، شاهرخ در رعایت دین و پیروی از شریعت صدق و اخلاص واقعی داشت. او در سفر و حتی در میدان جنگ، از به‌جا آوردن فرایض دینی غفلت نمی‌کرد. شاهرخ در ایجاد مساجد و تعمیر و ترمیم بقعه‌ها و رباط‌ها بسیار کوشش کرد و نسبت به علما و مشایخ صوفیه محبت می‌نمود.
خصوصیت منحصربه‌فرد شاهرخ حمایت آزادانه از علم را با اعتقادات اسلامی درآمیخته بود. شاهرخ برخلاف سایر اعضای خانوادهٔ تیمور علاقه‌ای به مشروب نداشت و تمام شراب‌هایی را که در هرات می‌یافت حتی شراب‌های پسرش محمد جوکی را به زمین می‌ریخت.
در دورهٔ تیموریان، صوفی‌گری رواج و گسترش یافت و مشایخ و علما از احترام بسیاری برخوردار بودند. شاهرخ و سلطان حسین و سلطان ابوسعید از سلسلهٔ نقشبندیان حمایت می‌کردند. از دیگر سلسله‌های مهم صوفیه در این دوره نوربخشیه بودند. فرقهٔ حروفیه نیز در همین دوره شکل گرفت. حروفیه ظاهراً دارای تشکیلات سیاسی گسترده‌ای بوده و بنا بر منابع، در سوءقصد به شاهرخ در ۸۳۰ ه‍.ق نیز نقش اساسی داشته‌اند.
شاهرخ عده‌ای از موسیقی‌دانان، شاعران و خنیاگران عصر را گرد خود جمع کرده بود، اما این هرگز مانع از حضور او در مجالس حافظان قرآن و محضر علما و زیارت مقابر اولیاء نشد. شاهرخ زیارت مشهد رضوی را تقریباً به‌طور منظم و در هر فرصتی که دست می‌داد با اخلاص و علاقه تمام به جا می‌آورد. به علاوه زیارت مقبرهٔ خواجه عبدالله انصاری را در گذرگاه هرات و زیارت مقبرهٔ ابواسحاق کازرونی را هر وقت که در نواحی فارس سفر می‌کرد، انجام می‌داد.
تفاوت اساسی در ساختار حکومتی جانشینان تیمور با خود او، رجحان دادن قوانین اسلامی بر قوانین مغولی (یاسا) بود که پس از آنکه شاهرخ، در ۸۱۵ ه‍.ق قوانین یاسا را لغو و فقه اسلامی را جانشین آن‌ها کرد، رایج گردید. پس از او نیز بیشتر فرمانروایان تیموری، از جمله ابوسعید و سلطان حسین بایقرا به رعایت سنن اسلامی پایبند ماندند.

## ترویج علوم و هنرها

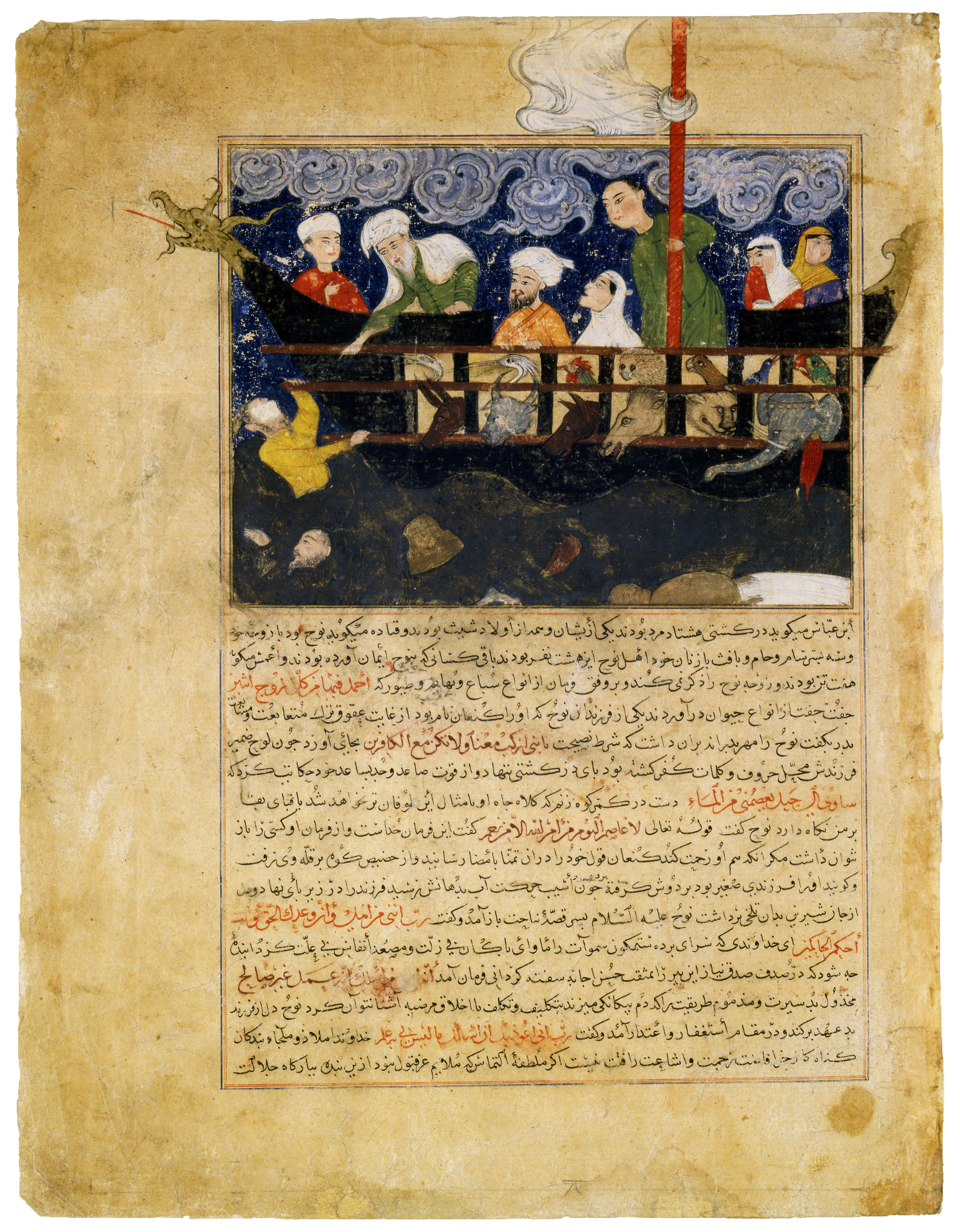
مینیاتوری از مجتمع حفیز التواریخ

فرمانروایی شاهرخ را سرآغاز یک عصر جدید و تجدید حیات در بعضی از انواع هنر معرفی کرده‌اند. او پادشاهی بود نیکوکار و اصحاب علم و دانش را گرامی می‌داشت و ارباب صنعت را طرف توجه قرار می‌داد و در زمان وی علم و صنعت رواج یافت. توفیق شاهرخ در تسخیر تمامی قدرت در هرات و توجّه وی و بایسنقر به هنر، بسیاری از هنرمندان را از اقصی نقاط ایران به هرات کشاند و سبب شد که مراکز مهم پیشین اهمیت و اعتبار خود را از دست بدهد و در مرتبه‌ای نازلتر قرار گیرد. شاهرخ به همراه پسرش بایسنقر حامی و بانی شکل‌گیری مکتب هرات از سبک‌های مهم هنری در ایران بود و در تحت حمایت او نقاشان، خوشنویسان، تذهیبکاران را در هرات گردآورد تا برای وی ظریف‌ترین آثار هنری را در خط، تذهیب، جلدسازی و صحافی به وجود آوردند. کانون هنری بایسنقر در هرات به‌نام دارالصنایع کتاب سازی معروف بود و کتاب‌های پدیدآمده در این دوره شامل نفیس‌ترین مینیاتورها و استادانه‌ترین خوشنویسی‌ها هستند که به زیبایی تمام صحافی و جلدآرایی گشته‌اند.
بازیل گری معتقد است: «شاید شدت عمل‌های شاهرخ در رعایت شریعت اسلامی بود که او را به حمایت از تهیه کتاب‌هایی به غیر از شعر و داستان‌سرایی وامی‌داشت. از کتاب‌های خطی یافت شده در دوران او معلوم می‌شود که او هرگز بهترین نقاشان را برای کتابخانه خود از هرات و سایر جاها جذب نکرد و از طرف دیگر او حامی بزرگ محققین به‌خصوص مورخینی مانند حافظ ابرو و عبدالرزاق بوده است. گفته می‌شود او کتاب جامع‌التواریخ تألیف خواجه رشیدالدین فضل‌الله را که در شرف نابودی بود نجات داد. در کتابخانه او به‌جای خلق آثار جدید بیشتر به تکثیر کتاب‌های قدیمی می‌پرداختند و به نوعی کمیت بر کیفیت می‌چربیده است.»
در عهد سلطنت او هرات که پایتخت دولتش بود، کانون درخشان هنر و ادب عصر محسوب می‌شد. وجود مولانا قوام الدین شیرازی، آن مهندس معمار نابغه و بی‌مانند که در آن ایام در هرات، به وی و همسر هنر پرورش گوهر شاد آغا، این فرصت و امکان را می‌داد تا مساجد، مدارس، و ابنیه عالی در قلمرو قدرت خویش بنا کنند. مسجد گوهرشاد در مشهد و در کنار حرم علی بن موسی‌الرضا و مسجد جامع گوهرشاد در هرات، از درخشانترین آثار معماری این عصر، مدیون طرح و تفکر قوام الدین شیرازی و آن ملکه هنر پرور عصر بود، که هنوز همچنان باقی است.
به سعی و تشویق شاهرخ، کتابخانه‌ای عظیم نیز در هرات به وجود آمد که جامع تعدادی از نفایس آثار بود. به علاوه بعضی هنرمندان عصر همچون عبدالقادر مراغی استاد موسیقی، مولانا خلیل مصور استاد نقاشی، یوسف اندکانی استاد آواز، از همان ایام، در دربار هرات، نام شاهرخ را پر آوازه ساختند.
پاره‌ای از زیباترین نقاشی‌ها، ریشه در مکتب هرات دارند که به‌طور کامل با حمایت شاهزاده‌های تیموری در شهر هرات شکل گرفت و استاد بزرگ نقاشی یعنی کمال الدین بهزاد برخاسته از چنین مکتبی است. خطوط زیبای فارسی نظیر خط نستعلیق در دوره جانشینان تیمور شکل گرفت و آخرین مراحل تکاملی‌اش را در این دوره طی نمود. همچنین پاره‌ای از زیباترین آثار معماری ایرانی در این دوره به وجود آمد که از آن جمله می‌توان به مسجد گوهرشاد در شهر مشهد و در کنار حرم علی بن موسی‌الرضا اشاره نمود. این مسجد که با حمایت گوهرشاد همسر شاهرخ تیموری ساخته شده است، یکی از درخشان‌ترین آثار معماری ایرانی است. در گوشه‌ای کتیبه‌های این مسجد و در سمت ایوان مقصوره آن، کتیبه‌ای از بایسنقر میرزا پسر شاهرخ وجود دارد که خود از خطاطان بزرگ عصر خویش بود.
میراث فرهنگی و هنری تیموریان و آنچه شاهرخ بنیان‌گذارد در اختیار صفویه قرار گرفت. معماری صفوی یا نقاشی و خوشنویسی آن عصر، کاملاً ادامهٔ میراثی است که از تیموریان برجای ماند. به‌ویژه که حاکمان صفوی با حمایت گستردهٔ خویش، این میراث را درخشان‌تر نموده، باعث رشد و گسترش آن گشتند. همچنین ادامهٔ این سنت هنری در گورکانیان هند یا امپراتوری مغولی هند قابل مشاهده است. بعدها و مقارن زمان برخاستن صفویه یکی از نوادگان تیمور با نام بابُر که در منطقهٔ ماوراءالنهر حکومت می‌کرد، با لشکری به هند حمله کرد و آنجا را فتح کرد و بر خلاف جدش، در همان‌جا ساکن شد و سلسله درخشان گورکانیان هند را بنیان نهاد. سلسله‌ای که برخی از درخشان‌ترین آثار هنری و معماری نظیر بنای تاج محل در دوره ایشان بنا شده است.

## زندگی شخصی
والدین
- پدر: تیمور
  - پدربزرگ: امیر تراغای
  - مادربزرگ: تکینه خاتون
- مادر: تغای ترکان آغا

همسران
- گوهرشاد بیگم، دختر غیاث‌الدین ترکان؛
- ملکت آغا، دختر خیزر اوغلان جغتای، بیوهٔ عمرشیخ میرزای یکم؛
- توتی آغا، یک بانوی نارین مغول؛
- آق سلطان آغا، دختر چرکس بن تیمان ایلچیگیدای؛
- مهر نگار آغا، یک بانوی بیسوت ازبک؛
- لائل تکین آغا.

پسران
- میرزا محمد تراغای الغ‌بیگ (۱۳۹۴–۱۴۴۹ میلادی / ۷۷۳–۸۲۸ خورشیدی / ۷۹۶–۸۵۳ قمری) - از گوهرشاد بیگم. نایب‌السلطنه فرارود، سپس جانشین پدرش شد.
- سلطان ابراهیم میرزا (۱۳۹۴–۱۴۳۵ میلادی / ۷۷۳–۸۱۴ خورشیدی / ۷۹۶–۸۳۸ قمری) - نایب‌السلطنه فارس.
- غیاث‌الدین بایسنقر (۱۳۹۷–۱۴۳۳ میلادی / ۷۷۶–۸۱۲ خورشیدی / ۷۹۹–۸۳۶ قمری) - از گوهرشاد بیگم. پسر سوم هنردوست شاهرخ که هرگز ادعای مقام سلطنتی نداشت، ولی نقش مهمی را در دولت پدرش در سمرقند ایفا نمود.
- سویورغاتمیش (۱۳۹۹–۱۴۲۶ میلادی / ۷۷۸–۸۰۵ خورشیدی / ۸۰۱–۸۲۹ قمری) - از ملکت آغا. نایب‌السلطنه هند و غزنه.
- محمد جوکی میرزا (۱۴۰۲–۱۴۴۴ میلادی / ۷۸۱–۸۲۳ خورشیدی / ۸۰۴–۸۴۸ قمری) - از گوهرشاد بیگم. نایب‌السلطنه گرمسیر و خوتال.

دختران
- مریم سلطان آغا (متوفی ۱۴۴۱ میلادی / ۸۲۰ خورشیدی / ۸۴۵ قمری) - از گوهرشاد بیگم. ازدواج با محمد جهانگیر میرزا، پسر محمد سلطان میرزا، پسر جهانگیر میرزا، پسر تیمور.
- قتلغ ترکان آغا - از گوهرشاد بیگم.
- قتلغ سلطان آغا - از توتی آغا.
- تغای ترکان آغا - از توتی آغا.
- سعادت سلطان آغا - از گوهرشاد بیگم.
- پاینده سلطان آغا - از آق سلطان آغا. ازدواج با یحیی میرزا، پسر محمد سلطان میرزا، پسر جهانگیر میرزا، پسر تیمور.

## درگذشت شاهرخ و زوال تیموریان

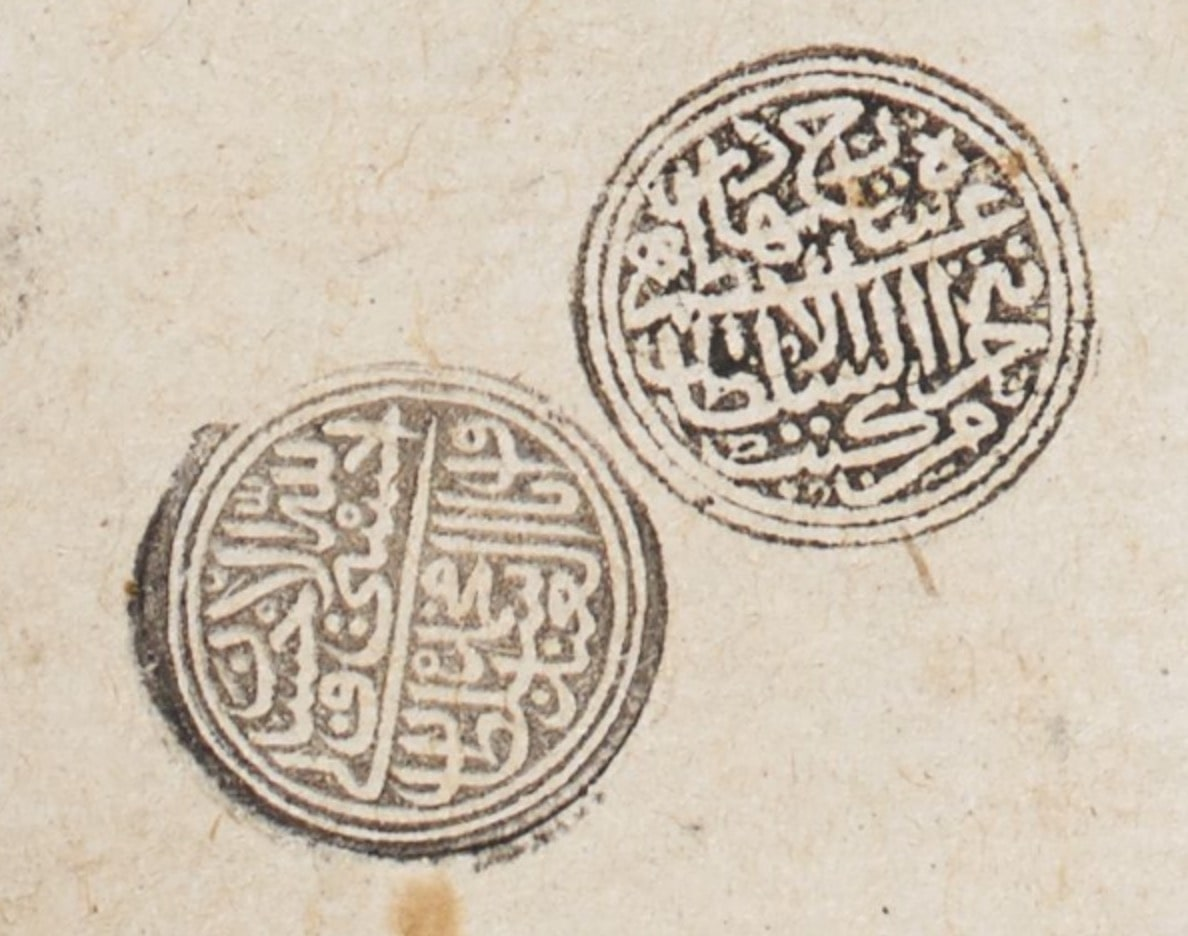
درگذشت شاهرخ و زوال تیموریان

شاهرخ در اواخر عمر با شورشِ نوه‌اش سلطان محمد، پسر بایسنقر و حاکم ری، مواجه شد و با وجود بیماری، به تشویق همسرش گوهرشادآغا بیگرم، در ۸۵۰ ه‍.ق به آنجا لشکر کشید. سلطان محمد گریخت و شاهرخ پس از ۴۳ سال سلطنت، در ری درگذشت. شورش سلطان محمد و مرگ شاهرخ، موجب زوال سریع این خاندان شد.
شاهرخ به سن هفتاد و دو سالگی و به سال ۸۵۰ ه‍.ق/ ۱۴۴۶م درگذشت. هنگام مرگ او تنها فرزندش الغ‌بیگ میرزا در قید حیات بود که او هم بیشتر از آنکه یک فرمانروا و حاکمی سیاستمدار باشد، یک محقق و ریاضی‌دان بود. شاهرخ بر خلاف تیمور، جانشینی برای خود انتخاب نکرد. دو فرزندش، بایسنقر و جوکی میرزا در زمان حیات او درگذشته بودند و فرزند دیگرش، الغ‌بیگ بیشتر اوقات در سمرقند بود و به عنوان مهمان به دربار پدر دعوت می‌شد و در امور سلطنت دخالتی نداشت. از این رو حکمرانان مختلف به جان هم افتادند و سقوط خاندان تیموری که پس از مرگ تیمور شکل گرفت، دوباره آغاز شد و این بار با سرعت بیشتری رو به نابودی رفت.